# John Pilger
John Pilger (pronunciado /ˈpɪldʒər/; Sídney, 9 de octubre de 1939 - Londres, 30 de diciembre de 2023) fue un reportero, escritor y cineasta australiano, afincado en Londres.
Pilger fue un crítico de la política exterior de Estados Unidos, Australia y el Reino Unido, que consideraba impulsada por una agenda imperialista y colonialista. En particular, criticó el trato que su país natal dispensaba a los aborígenes australianos.
Su periodismo de investigación —que ha pretendido ser desmerecido desde posiciones conservadoras— mereció el premio Periodista del Año inglés en dos ocasiones y el Premio de la Paz a los Medios de la Asociación de la ONU. En el Reino Unido es más conocido por sus documentales, en particular los rodados en Camboya y Timor Oriental. Ha trabajado como corresponsal de guerra durante conflictos en Vietnam, Camboya, Egipto, India, Bangladés y Biafra. Tuvo dos hijos: Sam (1973) y Zoe (1984).
Su carrera como documentalista comenzó con El motín silencioso (1970), realizado durante una de sus visitas a Vietnam, y ha continuado con más de 50 documentales desde entonces. Otros trabajos suyos en este género son Year Zero (1979), sobre las secuelas del régimen de los Pol Pot en Camboya, y Death of a Nation: The Timor Conspiracy (1993). Entre sus numerosos documentales sobre los indígenas australianos figuran El país secreto (1985) y Utopía (2013). En la prensa escrita británica, Pilger trabajó en el Daily Mirror de 1963 a 1986, y escribió una columna regular para la revista New Statesman de 1991 a 2014.
Pilger ganó el Premio al Periodista Británico del Año en 1967 y 1979. Sus documentales han ganado premios en Gran Bretaña y en todo el mundo, incluyendo un BAFTA.

## Primeros años
John Richard Pilger nació el 9 de octubre de 1939 en Bondi (Nueva Gales del Sur), hijo de Claude y Elsie Pilger. Su hermano mayor, Graham (1932-2017), fue un activista por los derechos de los discapacitados que más tarde asesoró al gobierno laborista de Gough Whitlam. Pilger era de ascendencia alemana por parte de padre, mientras que su madre tenía ascendencia inglesa, alemana e irlandesa; dos de sus tatarabuelos maternos fueron convictos irlandeses transportados a Australia. Su madre enseñaba francés en la escuela.
Pilger y su hermano asistieron a la Sydney Boys High School, donde creó un periódico estudiantil, The Messenger. Más tarde se incorporó a un programa de cuatro años de prácticas de periodismo en la Australian Consolidated Press.

## Carrera periodística y televisiva

### Prensa
Comenzó su carrera en 1958 como copista en el Sydney Sun, Pilger se trasladó más tarde al Daily Telegraph de la ciudad, donde fue reportero, redactor deportivo y subeditor. También fue freelance y trabajó para el Sunday Telegraph de Sídney, cabecera hermana del diario. Tras trasladarse a Europa, fue corresponsal freelance en Italia durante un año.
En 1962 se instaló en Londres, donde trabajó como subeditor. Pilger se incorporó a British United Press y, posteriormente, a Reuters en su sección de Oriente Medio. En 1963 fue contratado por el periódico inglés Daily Mirror, de nuevo como subeditor. Más tarde, ascendió hasta convertirse en reportero, redactor de artículos de fondo y corresponsal jefe en el extranjero de la cabecera. Mientras vivía y trabajaba en Estados Unidos para el Daily Mirror, el 5 de junio de 1968 presenció el asesinato de Robert F. Kennedy en Los Ángeles durante su campaña presidencial. Fue corresponsal de guerra en Vietnam, Camboya, Bangladés y Biafra. Casi dieciocho meses después de que Robert Maxwell comprara el Mirror (el 12 de julio de 1984), Pilger fue despedido por Richard Stott, director del periódico, el 31 de diciembre de 1985.
Pilger fue uno de los fundadores del tabloide News on Sunday en 1984, y fue contratado como redactor jefe en 1986. Durante el periodo de contratación de personal, Pilger estuvo fuera varios meses rodando El país secreto en Australia. Antes de ello, había entregado al editor Keith Sutton una lista de personas que creía que podrían ser contratadas para el periódico, pero a su regreso a Gran Bretaña descubrió que ninguna de ellas había sido contratada.
Pilger dimitió antes de la primera edición y había entrado en conflicto con quienes le rodeaban. No estaba de acuerdo con la decisión de los fundadores de ubicar el periódico en Mánchester y luego se enfrentó a los comités directivos; el periódico pretendía ser una cooperativa de trabajadores. El nombramiento de Sutton como editor fue una sugerencia de Pilger, pero éste se peleó con Sutton por su plan de producir un periódico de izquierdas Sun. Los dos hombres acabaron produciendo sus propios muñecos, pero los fundadores y los diversos comités respaldaron a Sutton. Pilger, nombrado con "control editorial general", dimitió en ese momento. El primer número apareció el 27 de abril de 1987 y The News on Sunday pronto cerró.
Pilger volvió al Mirror en 2001, tras los atentados del 11-S, mientras Piers Morgan era editor.
Su medio más frecuente durante muchos años fue el New Statesman, donde tuvo una columna quincenal desde 1991, cuando Steve Platt era editor, hasta 2014. En 2018, Pilger dijo que su "periodismo escrito ya no es bienvenido" en la corriente dominante y que "probablemente su último hogar" estaba en The Guardian. Su última columna para The Guardian fue en noviembre de 2019.

## Trabajos

### Publicaciones
Pilger ha escrito en las siguientes publicaciones:
- Daily Mirror (Reino Unido)
- The Guardian (Reino Unido)
- The Independent (Reino Unido)
- New Statesman
- The New York Times (EE. UU.)
- The Los Angeles Times (EE. UU.)
- The Nation: New York (EE. UU.)
- The Age: Melbourne (Australia)
- The Sydney Morning Herald (Australia)
- The Bulletin: Sídney (Australia)
- Green Left Weekly (Australia)

También ha escrito para diferentes periódicos franceses, italianos, escandinavos, canadienses y japoneses, entre otros, así como ha contribuido al servicio de noticias de la BBC.

### Documentales destacados
- Vietnam-The Quiet Mutiny 1971
- Do You Remember Vietnam 1978 Video (enlace roto disponible en Internet Archive; véase el historial, la primera versión y la última).
- Year Zero: The Silent Death of Cambodia 1979 Video
- The Mexicans 1980
- Burp! Pepsi V Coke in the Ice Cold War 1982 Video (enlace roto disponible en Internet Archive; véase el historial, la primera versión y la última).
- Nicaragua. A Nations Right to Survive 1983 Video
- The Secret Country-The First Australians Fight Back 1985
- Japan Behind the Mask 1987
- Cambodia: The Betrayal 1990 Video
- War By Other Means 1992 Video
- Cambodia: Return to Year Zero 1993 Video
- Death of a Nation: The Timor Conspiracy 1994 Video
- Flying the Flag, Arming the World 1994 Video
- Vietnam: the Last Battle 1995
- Inside Burma: Land of Fear 1996 Video
- Breaking the Mirror - The Murdoch Effect 1997 Video
- Apartheid Did Not Die 1998 Video
- Welcome To Australia 1999
- Paying the Price: Killing the Children of Iraq 2000 Video
- The New Rulers of the World 2001-2002 Video
- Palestine Is Still the Issue 2002 Video
- Breaking the Silence: Truth and Lies in the War on Terror 2003 Video
- Stealing a Nation 2004 Video
- Guerra Contra Democracia" - vídeo disponible en español La guerra sobre la democracia 2007 Video
- The War You Don't See (La Guerra que usted no ve) 2010 - Web Archivado el 22 de diciembre de 2010 en Wayback Machine.
- Utopia 2013 - Video

### Libros
- The Last Day (1975)
- Aftermath: The Stuggles of Cambodia and Vietnam (1981)
- The Outsiders (1984)
- Heroes (1986)
- A Secret Country (1989)
- Distant Voices (1992 and 1994)
- Hidden Agendas (1998)
- Reporting the World: John Pilger's Great Eyewitness Photographers (2001)
- The New Rulers of the World (2002)
- Tell me no lies: Investigative Journalism and its Triumphs (ed. Cape) (2004)
- Freedom Next Time (2006)

### Obras teatrales
- The Last Day (1983)

### Premios
- Descriptive Writer of the Year (1966)
- Reporter of the Year (1967)
- Journalist of the Year (1967)
- International Reporter of the Year (1970)
- News Reporter of the Year (1974)
- Campaigning Journalist of the Year (1977)
- Journalist of the Year (1979)
- UN Media Peace Prize, Australia 1979-80
- UN Media Peace Prize, Gold Medal, Australia 1980-81
- TV Times Readers' Award (1979)
- The George Foster Peabody Award, EUA (1990)
- American Television Academy Award ('Emmy') (1991)
- Academia Británica de las Artes Cinematográficas y de la Televisión (BAFTA) - The Richard Dimbleby Award (1991)
- Reporters Sans Frontiers Award, France (1990)
- International de Televisión Geneve Award (1995)

### Citas
- Sé cuando Bush miente. Sus labios se mueven."

## Comentarios sobre John Pilger
- Martha Gellhorn, novelista, periodista y corresponsal de guerra estadounidense, dijo que "[John Pilger] ha abordado el gran tema de la justicia y la injusticia... Documenta y proclama las mentiras oficiales que nos cuentan y que la mayoría de la gente acepta o no se molesta en pensar. [Pertenece a una vieja e interminable compañía mundial, los hombres y mujeres de conciencia. Algunos son tan famosos como Tom Paine y William Wilberforce, otros tan desconocidos como un minúsculo grupo que se autodenomina Abuelas contra la Bomba... Si ganan, es lentamente; pero nunca pierden del todo. En mi opinión, son la bendita prueba de la dignidad del hombre. John tiene un lugar asegurado entre ellas. Yo diría que es un miembro fundador de su generación".[25]
- Noam Chomsky dijo de Pilger: "El trabajo de John Pilger ha sido un faro de luz en tiempos a menudo oscuros. Las realidades que ha sacado a la luz han sido una revelación, una y otra vez, y su valor y perspicacia una inspiración constante".[26]
- Según Harold Pinter, premio Nobel y miembro de la Coalición Stop the War, "John Pilger no tiene miedo. Desentierra, con una atención férrea a los hechos, la sucia verdad, y la cuenta tal y como es... Le saludo".[4]
- John Simpson, editor de asuntos mundiales de la BBC, ha dicho: "Un país que no tiene un John Pilger en su periodismo es un lugar muy débil".[27]
- El escritor angloamericano Christopher Hitchens dijo de Pilger: "Recuerdo haber pensado que su trabajo desde Vietnam era muy bueno en su momento. Me atrevo a decir que si volviera a leerlo, probablemente seguiría admirando gran parte de él. Pero hay una palabra que se usa en exceso y que puede ser mal utilizada -a saber, antiamericano- y tiene que ser usada sobre él. Así que para mí eso lo estropea... incluso cuando estoy de acuerdo".[28]
- Poco después de que Pilger ganara el Premio de la Paz de Sídney en 2009,[29] el comentarista australiano Gerard Henderson acusó a Pilger de "dedicarse a la hipérbole contra las democracias occidentales".[30]
- El columnista Lexington de The Economist criticó la versión de Pilger sobre el levantamiento árabe, escribiendo que "cree que las revueltas árabes demuestran que Occidente en general y Estados Unidos en particular son 'fascistas'", y añadiendo que "lo que la mayoría de los manifestantes árabes dicen querer son las mismas libertades que conocen perfectamente, aunque Pilger no lo sepa, que están disponibles en Occidente".[31]
- En su obra Breaking the Silence: The Films of John Pilger, Anthony Hayward escribió: "Durante medio siglo, ha sido una voz cada vez más fuerte para los que no tienen voz y una espina en el costado de la autoridad, el Establishment. Su trabajo, en particular sus documentales, también lo ha convertido en un periodista poco común, conocido universalmente, defensor de aquellos por los que lucha y azote de los políticos y otros cuyas acciones expone".[32][33]
- El columnista de la revista New York, Jonathan Chait, respondió a la columna de Pilger del 13 de mayo de 2014 en The Guardian sobre Ucrania.[34] Chait escribió que Pilger estaba "defendiendo a Vladimir Putin sobre la base de que se opone a Estados Unidos, que es la fuente de todo mal" y que su "intento de presentar al dictador ultranacionalista y acaparador de tierras Vladimir Putin como un enemigo del fascismo es cómico".[35] La emisora de radio Radio Free Europe, financiada por el Gobierno estadounidense, afirmó que la columna de Pilger contenía una cita falsa sobre la masacre de Odesa de mayo de 2014.[36][37]